# Paul Yashigoro Taguchi
Paul Yashigoro Taguchi (20. juli 1902 i Shittsu i Japan – 23. februar 1978 i Osaka) var en af Den katolske kirkes kardinaler og ærkebiskop af Osaka. Han blev udnævnt til kardinal i 1973 af pave Paul VI. 